# Gary Zimmerman
Gary Wayne Zimmerman (nascido em 13 de dezembro de 1961) é um ex-tackle de futebol americano que jogou na National Football League. Zimmerman jogou no Minnesota Vikings de 1986 a 1992 e no Denver Broncos de 1993 a 1997. Ele ganhou o Super Bowl XXXII com o Broncos contra o Green Bay Packers. Ele foi selecionado para o Pro Bowl sete vezes e foi uma seleção All-Pro oito vezes.
Ele frequentou a Walnut High School e a Universidade de Oregon, onde ele foi introduzido no Oregon Sports Hall of Fame, em 2002.

## Carreira profissional

### Los Angeles Express
Em 1984, Zimmerman foi recrutado na segunda rodada (36º escolha geral) pelo Los Angeles Express da USFL em 1984. Em seguida, ele assinou com o Express em 13 de fevereiro de 1984 e jogou em 17 jogos nessa temporada, sendo titular em todos os 17 como left tackle. Seu ex-companheiro de equipe foi o futuro Hall of Famer do Pro Football, Steve Young. 
Express perdeu nas Semi-Finais da USFL para o Arizona Wranglers e terminaram uma temporada regular de 10-8. 
Em 1985, Zimmerman jogou novamente no Express, jogando em 18 jogos (sendo titular em 17) com um recorde de 3-15 que acabou não indo para os playoff da USFL.

### Minnesota Vikings
Depois que o USFL acabou em agosto de 1986, Zimmerman juntou-se ao Minnesota Vikings depois que eles obtiveram seus direitos do New York Giants que o recrutaram no Draft Complementar da NFL de 1984 com jogadores da USFL e CFL.
Durante seu tempo na NFL, Zimmerman ficou famoso por sua recusa em interagir com a mídia. Este desprezo pela imprensa esportiva surgiu devido a um incidente inicial em sua carreira na NFL, depois que comentários feitos por Zimmerman condenando os jogadores ofensivos dos Vikings por uma derrota foram divulgados pela mídia. Zimmerman alegou que seus companheiros de equipe ostracizaram por falar mal do desempenho de seus companheiros de equipe; isso levou Zimmerman a decidir boicotar a mídia esportiva como resultado, recusando-se a fazer entrevistas ou se envolver em qualquer tipo de interação com eles pelo resto de sua carreira.

### Denver Broncos
Zimmerman finalmente deixou os Vikings para ir para os Broncos em 1993, e ficou com a equipe até 1997. Ele faria parte do primeiro time vencedor do Super Bowl, vencendo o jogo em 1997 e estava "em espírito" para a temporada de 1998. Chegando como jogador veterano em 1993 a um ataque composta principalmente de novatos, Zimmerman tornou-se o líder de fato da linha ofensiva dos Broncos; Fora de campo, Zimmerman forçou seus companheiros a se juntarem a ele para evitar a mídia, uma política que permaneceria em vigor até sua aposentadoria em 1997.
Ele jogou em 184 jogos da NFL, sendo titular em 169 delas.
Em 2 de fevereiro de 2008, ele foi eleito para o Hall da Fama do Pro Football.
Zimmerman se junta a Reggie White, Steve Young, Jim Kelly, Marv Levy, George Allen, Bill Polian e Sid Gillman como ex-membros da USFL que estão consagrados no Hall da Fama do Pro Football.